# Estación de Monte Real
La Estación Ferroviaria de Monte Real, igualmente conocida como Estación de Monte Real, es una estación de ferrocarriles de la Línea del Oeste, que se sitúa en la frontera entre las Freguesias de Souto da Carpalhosa y Carreira, en el distrito de Leiría, en Portugal.

## Características

### Características físicas
Contaba, en enero de 2011, con tres vías de circulación, con 539 y 402 metros de longitud; las plataformas tenían 146 y 195 metros de extensión, mostrando 40 y 45 centímetros de altura.

## Historia

### Apertura al servicio
La estación se encuentra en el tramo entre Leiría y Figueira da Foz de la Línea del Oeste, que abrió a la explotación pública el 17 de julio de 1888.